# Stazione meteorologica di Ravenna Punta Marina
La stazione meteorologica di Ravenna Punta Marina è la stazione meteorologica di riferimento per il servizio meteorologico dell'Aeronautica Militare e per l'Organizzazione Mondiale della Meteorologia, relativa all'area litoranea di Ravenna.

## Storia
La stazione meteorologica venne attivata nel 1947 da alcuni residenti della frazione costiera del comune di Ravenna. Nel 1954 la stazione entrò a far parte della rete osservativa del Servizio Meteorologico dell'Aeronautica Militare.
L'ubicazione della stazione meteorologica è cambiata varie volte nel corso del tempo, rimanendo però sempre lungo l'area litoranea della frazione e mantenendo di fatto l'omogeneità dei dati rilevati nel corso della serie storica. L'ubicazione iniziale era presso Villa Albertini, per poi essere trasferita presso la colonia della Croce Rossa Italiana. Tra il 1970 e il 1984 la sede divenne quella del campeggio Piomboni, per poi essere trasferita definitivamente presso l'ex colonia dell'Opera Nazionale per i Figli degli Aviatori (ONFA) che è l'attuale sede del teleposto meteorologico dell'Aeronautica Militare.
Dal 19 luglio 2016 al 22 ottobre 2018, giorno della sua riattivazione, la stazione meteorologica non ha trasmesso messaggi METAR, SYNOP e SYREP.

## Caratteristiche
La stazione meteorologica si trova nell'Italia nord-orientale, in Emilia-Romagna, nel territorio comunale di Ravenna, in località Punta Marina Terme, a 2 metri s.l.m. e alle coordinate geografiche 44°26′27.75″N 12°17′47.81″E.
Oltre a rilevare i dati relativi a temperatura, precipitazioni, pressione atmosferica, umidità relativa, direzione e velocità del vento, la stazione è collegata ad una boa situata nell'antistante Mare Adriatico settentrionale, grazie alla quale è possibile osservare lo stato del mare, l'altezza dell'onda marina, la direzione dell'onda stessa, oltre alla lunghezza e all'altezza dell'onda morta (onda non più soggetta all'azione diretta del vento).

## Medie climatiche ufficiali

### Dati climatologici 1971-2000
In base alle medie climatiche del periodo 1971-2000, le più recenti in uso, la temperatura media del mese più freddo, gennaio, è di +3,5 °C, mentre quella dei mesi più caldi, luglio e agosto, è di +23,9 °C; mediamente si contano 35 giorni di gelo all'anno e 36 giorni con temperatura massima uguale o superiore ai +30 °C. I valori estremi di temperatura registrati nel medesimo trentennio sono i -13,8 °C del gennaio 1985 e i +39,8 °C del luglio 1983.
Le precipitazioni medie annue si attestano a 584 mm, mediamente distribuite in 70 giorni di pioggia, con minimo relativo in inverno, picco massimo in autunno e massimo secondario in primavera per gli accumuli.
L'umidità relativa media annua fa registrare il valore di 80,7 % con minimi di 75 % a giugno e a luglio e massimo di 88 % a dicembre; mediamente si contano 60 giorni di nebbia all'anno.
Di seguito è riportata la tabella con le medie climatiche e i valori massimi e minimi assoluti registrati nel trantennio 1971-2000 e pubblicati nell'Atlante Climatico d'Italia del Servizio Meteorologico dell'Aeronautica Militare relativo al medesimo trentennio.
| Ravenna Punta Marina (1971-2000) | Mesi         | Mesi         | Mesi        | Mesi        | Mesi        | Mesi        | Mesi        | Mesi        | Mesi        | Mesi        | Mesi        | Mesi        | Stagioni | Stagioni | Stagioni | Stagioni | Anno  |
| Ravenna Punta Marina (1971-2000) | Gen          | Feb          | Mar         | Apr         | Mag         | Giu         | Lug         | Ago         | Set         | Ott         | Nov         | Dic         | Inv      | Pri      | Est      | Aut      | Anno  |
| -------------------------------- | ------------ | ------------ | ----------- | ----------- | ----------- | ----------- | ----------- | ----------- | ----------- | ----------- | ----------- | ----------- | -------- | -------- | -------- | -------- | ----- |
| T. max. media (°C)               | 6,2          | 8,8          | 12,7        | 16,3        | 21,7        | 25,7        | 28,7        | 28,7        | 24,5        | 18,8        | 11,6        | 7,2         | 7,4      | 16,9     | 27,7     | 18,3     | 17,6  |
| T. min. media (°C)               | 0,8          | 2,0          | 5,0         | 8,4         | 12,8        | 16,3        | 19,0        | 19,0        | 15,5        | 11,2        | 5,6         | 1,8         | 1,5      | 8,7      | 18,1     | 10,8     | 9,8   |
| T. max. assoluta (°C)            | 20,2 (1979)  | 20,0 (1988)  | 25,4 (1997) | 24,4 (1994) | 32,6 (1999) | 35,6 (1996) | 39,8 (1983) | 38,5 (1994) | 33,0 (1990) | 27,4 (1997) | 23,6 (1989) | 21,8 (1989) | 21,8     | 32,6     | 39,8     | 33,0     | 39,8  |
| T. min. assoluta (°C)            | −13,8 (1985) | −12,0 (1991) | −4,6 (1996) | 0,4 (1995)  | 3,8 (1991)  | 8,8 (1986)  | 11,2 (1972) | 10,2 (1989) | 5,8 (1977)  | 1,8 (1971)  | −3,6 (1998) | −7,8 (1996) | −13,8    | −4,6     | 8,8      | −3,6     | −13,8 |
| Giorni di calura (Tmax ≥ 30 °C)  | 0            | 0            | 0           | 0           | 0           | 4           | 12          | 12          | 2           | 0           | 0           | 0           | 0        | 0        | 28       | 2        | 30    |
| Giorni di gelo (Tmin ≤ 0 °C)     | 13           | 8            | 3           | 0           | 0           | 0           | 0           | 0           | 0           | 0           | 2           | 9           | 30       | 3        | 0        | 2        | 35    |
| Precipitazioni (mm)              | 32,8         | 33,5         | 46,5        | 54,8        | 42,9        | 48,3        | 37,8        | 57,8        | 69,1        | 55,7        | 64,5        | 40,5        | 106,8    | 144,2    | 143,9    | 189,3    | 584,2 |
| Giorni di pioggia                | 5            | 5            | 6           | 7           | 7           | 6           | 4           | 5           | 6           | 6           | 7           | 6           | 16       | 20       | 15       | 19       | 70    |
| Giorni di nebbia                 | 14           | 10           | 6           | 2           | 1           | 0           | 0           | 0           | 2           | 6           | 9           | 10          | 34       | 9        | 0        | 17       | 60    |
| Umidità relativa media (%)       | 87           | 83           | 80          | 78          | 76          | 75          | 75          | 76          | 79          | 84          | 87          | 88          | 86       | 78       | 75,3     | 83,3     | 80,7  |

### Dati climatologici 1961-1990
In base alla media trentennale di riferimento 1961-1990, ancora in uso per l'Organizzazione meteorologica mondiale e definita Climate Normal (CLINO), la temperatura media del mese più freddo, gennaio, si attesta a +2,8 °C; quella del mese più caldo, luglio, è di +23,2 °C; si contano, mediamente, 38 giorni di gelo all'anno. Nel medesimo trentennio, la temperatura minima assoluta ha toccato i -13,8 °C nel gennaio 1985 (media delle minime assolute annue di -6,2 °C), mentre la massima assoluta ha fatto registrare i +38,4 °C nel luglio 1983 (media delle massime assolute annue di +33,8 °C).
La nuvolosità media annua si attesta a 4,2 okta giornalieri, con minimo di 2,5 okta giornalieri in luglio e massimo di 5,6 okta a dicembre.
Le precipitazioni medie annue, attorno ai 600 mm, distribuite mediamente in 71 giorni, presentano minimi relativi in inverno e in estate e picchi molto moderati in primavera e in autunno.
L'umidità relativa media annua fa registrare il valore di 80,8% con minimo di 75% a giugno e massimi di 88% a dicembre e a gennaio.
| Ravenna Punta Marina (1961-1990) | Mesi         | Mesi         | Mesi        | Mesi        | Mesi        | Mesi        | Mesi        | Mesi        | Mesi        | Mesi        | Mesi        | Mesi        | Stagioni | Stagioni | Stagioni | Stagioni | Anno  |
| Ravenna Punta Marina (1961-1990) | Gen          | Feb          | Mar         | Apr         | Mag         | Giu         | Lug         | Ago         | Set         | Ott         | Nov         | Dic         | Inv      | Pri      | Est      | Aut      | Anno  |
| -------------------------------- | ------------ | ------------ | ----------- | ----------- | ----------- | ----------- | ----------- | ----------- | ----------- | ----------- | ----------- | ----------- | -------- | -------- | -------- | -------- | ----- |
| T. max. media (°C)               | 5,4          | 8,4          | 12,2        | 16,3        | 21,0        | 24,8        | 27,5        | 27,3        | 23,9        | 18,7        | 11,8        | 6,7         | 6,8      | 16,5     | 26,5     | 18,1     | 17,0  |
| T. min. media (°C)               | 0,1          | 2,3          | 5,3         | 9,0         | 13,0        | 16,2        | 18,9        | 18,6        | 15,7        | 11,4        | 5,9         | 1,5         | 1,3      | 9,1      | 17,9     | 11,0     | 9,8   |
| T. max. assoluta (°C)            | 20,2 (1979)  | 20,0 (1988)  | 23,8 (1964) | 27,9 (1962) | 30,4 (1986) | 34,2 (1961) | 38,4 (1983) | 35,2 (1962) | 33,4 (1970) | 26,8 (1961) | 23,9 (1969) | 21,8 (1989) | 21,8     | 30,4     | 38,4     | 33,4     | 38,4  |
| T. min. assoluta (°C)            | −13,8 (1985) | −11,3 (1963) | −4,0 (1971) | 1,1 (1970)  | 4,0 (1962)  | 7,4 (1970)  | 10,0 (1965) | 10,2 (1989) | 5,8 (1977)  | 1,8 (1971)  | −3,6 (1983) | −7,2 (1963) | −13,8    | −4,0     | 7,4      | −3,6     | −13,8 |
| Giorni di gelo (Tmin ≤ 0 °C)     | 16           | 7            | 2           | 0           | 0           | 0           | 0           | 0           | 0           | 0           | 2           | 11          | 34       | 2        | 0        | 2        | 38    |
| Nuvolosità (okta al giorno)      | 5,5          | 5,0          | 4,6         | 4,4         | 4,0         | 3,5         | 2,5         | 2,6         | 3,1         | 4,0         | 5,3         | 5,6         | 5,4      | 4,3      | 2,9      | 4,1      | 4,2   |
| Precipitazioni (mm)              | 44,2         | 36,9         | 53,4        | 47,8        | 44,5        | 45,8        | 44,8        | 61,2        | 60,7        | 51,3        | 68,0        | 46,8        | 127,9    | 145,7    | 151,8    | 180,0    | 605,4 |
| Giorni di pioggia                | 6            | 6            | 7           | 7           | 6           | 6           | 4           | 5           | 5           | 5           | 7           | 7           | 19       | 20       | 15       | 17       | 71    |
| Umidità relativa media (%)       | 88           | 83           | 80          | 78          | 76          | 75          | 76          | 76          | 79          | 84          | 87          | 88          | 86,3     | 78       | 75,7     | 83,3     | 80,8  |

### Dati climatologici 1951-1980
In base alle medie climatiche 1951-1980, la temperatura media del mese più caldo, luglio, si attesta a +23,0 °C, mentre la temperatura media del mese più freddo, gennaio, fa registrare il valore di +3,0 °C.
Nel trentennio esaminato, la temperatura massima più elevata di +39,0 °C risale all'agosto 1952, mentre la temperatura minima più bassa di -14,0 °C fu registrata nel febbraio 1956.
| Ravenna Punta Marina (1951-1980) | Mesi         | Mesi         | Mesi        | Mesi        | Mesi        | Mesi        | Mesi        | Mesi        | Mesi        | Mesi        | Mesi        | Mesi        | Stagioni | Stagioni | Stagioni | Stagioni | Anno  |
| Ravenna Punta Marina (1951-1980) | Gen          | Feb          | Mar         | Apr         | Mag         | Giu         | Lug         | Ago         | Set         | Ott         | Nov         | Dic         | Inv      | Pri      | Est      | Aut      | Anno  |
| -------------------------------- | ------------ | ------------ | ----------- | ----------- | ----------- | ----------- | ----------- | ----------- | ----------- | ----------- | ----------- | ----------- | -------- | -------- | -------- | -------- | ----- |
| T. max. media (°C)               | 5,5          | 8,3          | 12,0        | 16,3        | 20,7        | 24,8        | 27,3        | 27,2        | 23,8        | 18,3        | 12,0        | 6,7         | 6,8      | 16,3     | 26,4     | 18,0     | 16,9  |
| T. min. media (°C)               | 0,4          | 2,2          | 5,2         | 8,9         | 12,9        | 16,5        | 18,6        | 18,5        | 15,6        | 11,1        | 6,4         | 1,8         | 1,5      | 9,0      | 17,9     | 11,0     | 9,8   |
| T. max. assoluta (°C)            | 20,2 (1979)  | 19,2 (1968)  | 24,4 (1952) | 27,9 (1962) | 29,8 (1956) | 34,2 (1961) | 36,0 (1952) | 39,0 (1952) | 33,4 (1970) | 26,8 (1961) | 23,9 (1969) | 16,2 (1960) | 20,2     | 29,8     | 39,0     | 33,4     | 39,0  |
| T. min. assoluta (°C)            | −12,4 (1966) | −14,0 (1956) | −4,0 (1971) | −0,4 (1956) | 2,8 (1957)  | 7,0 (1955)  | 10,0 (1965) | 11,0 (1968) | 5,8 (1977)  | 1,8 (1971)  | −3,4 (1955) | −7,2 (1963) | −14,0    | −4,0     | 7,0      | −3,4     | −14,0 |

## Valori estremi

### Temperature estreme mensili dal 1947 ad oggi
Nella tabella sottostante sono riportate le temperature massime e minime assolute mensili, stagionali ed annuali dal 1947 ad oggi, con il relativo anno in cui si queste si sono registrate. La massima assoluta del periodo esaminato di +39,0 °C risale all'agosto 1952, mentre la minima assoluta di -14,0 °C è del febbraio 1956.
| Ravenna Punta Marina (1947-2023) | Mesi         | Mesi         | Mesi        | Mesi        | Mesi        | Mesi        | Mesi        | Mesi        | Mesi        | Mesi        | Mesi        | Mesi        | Stagioni | Stagioni | Stagioni | Stagioni | Anno  |
| Ravenna Punta Marina (1947-2023) | Gen          | Feb          | Mar         | Apr         | Mag         | Giu         | Lug         | Ago         | Set         | Ott         | Nov         | Dic         | Inv      | Pri      | Est      | Aut      | Anno  |
| -------------------------------- | ------------ | ------------ | ----------- | ----------- | ----------- | ----------- | ----------- | ----------- | ----------- | ----------- | ----------- | ----------- | -------- | -------- | -------- | -------- | ----- |
| T. max. assoluta (°C)            | 20,2 (1979)  | 20,3 (2020)  | 25,4 (1997) | 31,8 (2011) | 35,0 (2001) | 36,3 (2019) | 38,4 (1983) | 39,0 (1952) | 34,1 (2019) | 28,3 (2023) | 24,4 (2013) | 21,8 (1989) | 21,8     | 35,0     | 39,0     | 34,1     | 39,0  |
| T. min. assoluta (°C)            | −13,8 (1985) | −14,0 (1956) | −5,4 (2005) | −1,8 (2003) | 2,8 (1957)  | 7,0 (1955)  | 10,0 (1965) | 10,2 (1989) | 5,8 (1977)  | 1,8 (1971)  | −3,6 (1983) | −7,8 (1996) | −14,0    | −5,4     | 7,0      | −3,6     | −14,0 |